# F901iS
FOMA F901iS（フォーマ・エフ きゅう まる いち アイ・エス）は、富士通によって開発された、NTTドコモの第三世代携帯電話 (FOMA) 端末製品である。

## 概要
901iSシリーズとしてSH901iSに次ぎ、P901iS・D901iSと同時に発売された。外部メモリーはminiSDカード（128MBまで：ドコモ発表。それ以上は自己責任）対応である。折りたたみ式を採用し、指紋認証センサーも引き続き採用している。更に開閉ロック機能も付属している。また、別売りの接続ケーブルを買う事で充電しながらパソコンとの情報連携も出来る。カメラ性能は、メインカメラはCCD約204万画素。またオートフォーカスにも対応している。テレビ電話用のサブカメラはCMOS約32万画素。
この端末のボタンは黄緑色に光る。
iアプリは「RIDGE RACER FOR F」、「スーパーパズルボブルF」、「ZOO KEEPER F」、「フリーセル」、「お出かけ♪姫様」、「Gガイド番組表リモコン」、「電子マネー Edy」がプリインストールされている。
901iSシリーズ共通の特徴として、iモードFeliCa（モバイルSuicaには非対応）、800MHz帯「FOMAプラスエリア」のデュアルバンド対応、901iS以降の機種同士間での音声通話中のテレビ電話への切り替え、PDFファイルの閲覧やダウンロード（PDFファイルのみ）ができるPCドキュメントビューア機能に対応している。また、ドコモのネットワークから送られる時刻情報を元に自動で時間を補正する機能にも対応している。
F901iSユーザー対象に2005年7月31日までのキャンペーン期間中に携帯向けメーカーサイト「＠Fケータイ応援団」にアクセスしてキャンペーンに応募すると、もれなくステレオ・イヤフィットヘッドフォン（オーディオテクニカ製）がもらえるキャンペーンを実施していた。

## 歴史
- 2005年4月5日：電気通信端末機器審査協会 (JATE)通過
- 2005年4月7日：技術基準適合証明 (TELEC) 通過
- 2005年5月17日：N901iS・D901iS・P901iS・SH901iSと同時にドコモよりプレスリリース
- 2005年6月10日：発売開始

## 不具合
- NTTドコモ及び富士通より、特に報告はない。